# 出前!なるほど情報
『出前!なるほど情報』（でまえ なるほどじょうほう）は、2007年4月7日から2009年3月28日まで広島テレビで放送された広島市の市政番組。

## 番組内容
手に取るように広島市の取り組みが分かる番組。広島市の財政事業を出前して広島市民に理解しやすい番組。

## 放送時間
- 土曜日 17:55 - 18:00 （JST）

## 備考
この番組の放送開始以前から広島テレビでは『ひろしまサンデースタジオ』という広島市政番組が放送されていたが、この番組の開始によって同番組は終了した。